# Playing in the Band
"Playing in the Band" est une chanson de Grateful Dead. Les paroles sont de  Robert Hunter et la musique de Bob Weir 
.
La chanson est sortie la première fois en 1971 sur l'album " Grateful Dead". Elle est alors apparue ensuite sur l'album sur  Ace, premier  album solo  de Bob Weir.
Elle est devenue un  "standard" du répertoire de Grateful Dead lors de ses concerts.  Selon "Deadbase X", elle serait le quatrième morceau le plus joué par le groupe lors des concerts derrière "Me & My Uncle", "Sugar Magnolia", and "The Other One"avec 581 exécutions.
"Playing in the Band" été également repris sur l'album solo "Rolling Thunder" de Mickey Hart en 1972. Il apparaît sur l'album Dick's Picks Vol. 16(compilation d'enregistrements de concert  du Grateful Dead). Dans cet album, il s'agit de l'enregistrement du concert au   Fillmore West le 8 novembre 1969. Sur cet album, il apparaît au milieu "Caution (Do Not Stop On The Tracks)".
Durant leur tournée en Europe," Playing in the Band"  a été joué, lors des concerts, soit en première partie soit en seconde partie. Dans ce cas, la durée du morceau a été allongée pour durer  neuf à dix minutes. En 1973, la chanson a été placée en fin de première partie avec  "Casey Jones". Le morceau  s'est ainsi mis à durer vingt minutes. À partir de 1974, entre le début du morceau et la reprise, sont intercalés d'autres morceaux, dont les fameux Space, Jam, et Drums. Balbutiante en 1973-1974 (dans ce cas, la chanson est souvent associée à Morning Dew, cette pratique est systématique à partir de 1976, à l'exception du concert du 31 décembre 1976, publié en 2007 sous le titre "Live at the Cow Palace". À partir de 1976, il sert ainsi de base au deuxième set du concert, comme lors du concert du 9 octobre 1989, par exemple.